# Garajista

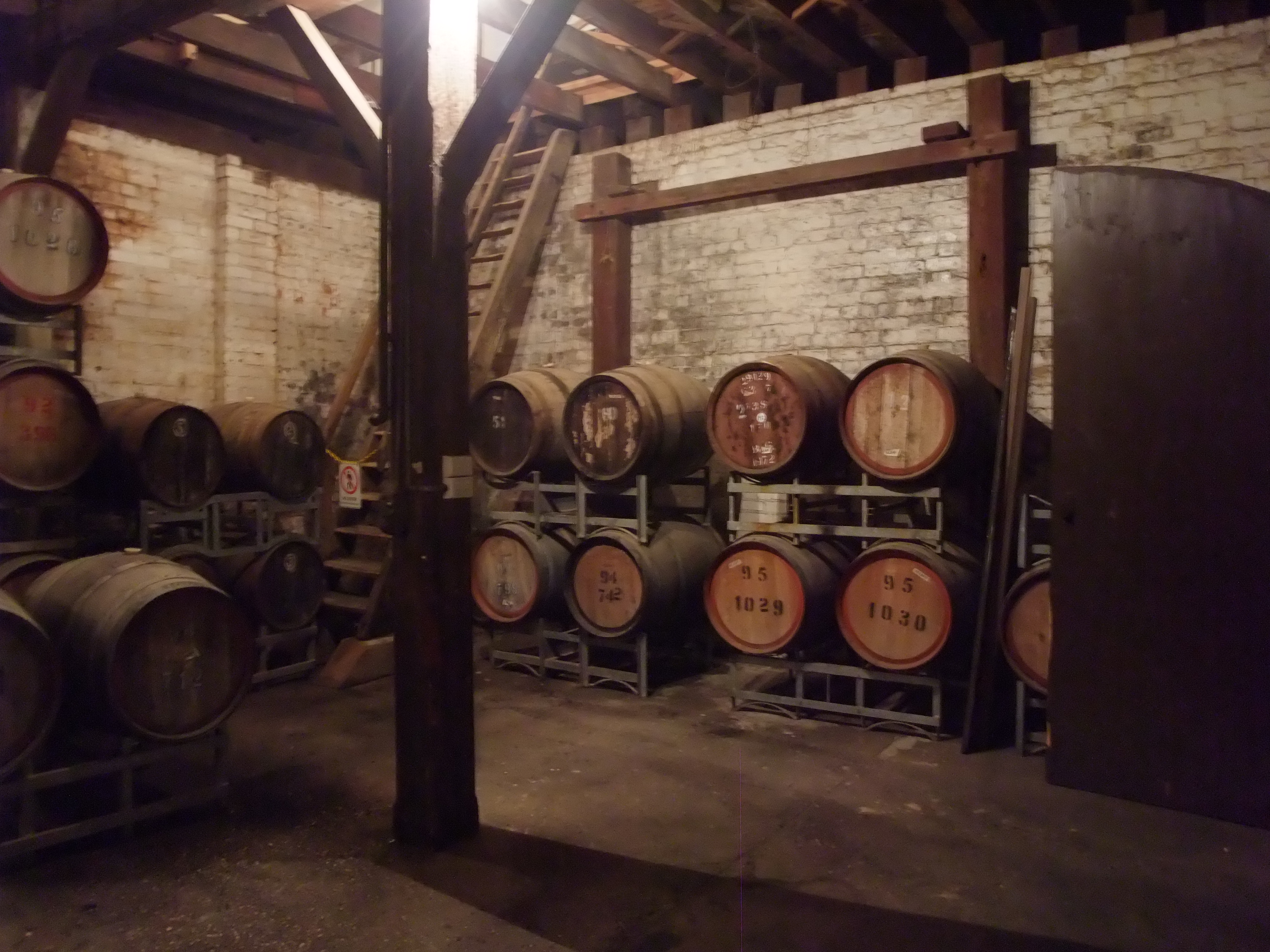
un garaje de barriles winerys

Los garajistas son un grupo de vinicultores innovadores de la región de Burdeos que producen "vins de garage" ("vinos de garaje"). El grupo surgió a mediados de la década de 1990 como reacción al tradicional vino tinto de Burdeos, que es altamente tánico y requiere un prolongado añejamiento en botella antes de ser bebido. Los garajistas desarrollaron un vino más consistente con los sabores percibidos del vino a nivel internacional. Fueron experimentadores que privilegiaron el sabor, reduciendo los rendimientos, escogiendo sólo uvas con taninos suaves y maduros y apagando los vinos más fuertes.

## Características
El vino de garaje produjo controversias. Los puristas sostuvieron que los vinos no se añejaban bien y que no reflejaban bien el terroir de la región, ni las características de las variedades de uvas utilizadas. El vino de garaje ha sido caracterizado como "vino de vinicultor cuyos atributos reflejan un distanciamiento del manejo tradicional de su terroir de origen". A veces, el término es utilizado como un adjetivo ambiguo, en referencia a vinos que provienen de establecimientos desconocidos sin un historial probado. También se han usado términos como “super-cuvée” o "microchâteau" para adjetivar estos vinos, que a menudo reciben calificaciones muy altas de Robert M. Parker, principal crítico estadounidense de vinos. Suelen ser vendidos a precios altos por su rareza y por la moda.